# Same Day Delivery
Same Day Delivery (SDD) ist eine Form eines Kurier-Express-Paket-Dienstes der Pakete schneller, im Idealfall innerhalb eines Kalendertages, oder in einem geplanten Zeitfenster zustellt.
Die Lieferkette eines Kurier-Express-Paket-Dienstes benötigt meist einen Nachtsprung um Sendungen als Sammelgut in geplanten Touren in einem sinnvollen Nachlauf auszuliefern.
Same Day Delivery bietet direkte Touren an, wobei das primäre Ziel nicht auf idealen Transportnetzstrukturen, sondern Termintreue liegt. Da lange überregionale Fahrten nicht möglich sind, wird Same Day Delivery nur innerhalb der City-Logistik in Großstädten angeboten und ist teurer als eine gewöhnliche Zustellung.
Vor allem Lebensmittel, Arzneimittel, Ersatzteile und andere dringend benötigte Güter sollen so versandt werden.
Obwohl Same Day Delivery in Westeuropa bis 2020 ein Volumen von drei Milliarden Euro prognostiziert wird, wird aufgrund der höheren Kosten und der Sparsamkeit der Kunden nur ein Nischenmarkt erwartet.

## Anbieter
DHL bietet teilweise Lieferung aus Partnershops am gleichen Tag an.
Es ist testweise auch möglich, Sendungen mit Taxis liefern zu lassen.
In den USA existieren vor allem in San Francisco mehrere Firmen die SDD anbieten: Amazon.com, Google (Google Express), United States Postal Service, FedEx oder delivery.com, die Lebensmittel von lokalen Händlern ausliefern.
In London liefert Shutl tagesgleich aus. Im Vereinigten Königreich gibt es mehrere Anbieter von Same-Day-Delivery-Diensten. National Couriers Direct ist einer von ihnen, der mehrere Branchen abdeckt und die Sendung noch am selben Tag zustellt.